# Sheriff Drammeh
Sheriff Seedy Drammeh (Kista, 8 giugno 1996) è un cestista svedese.

## Palmarès
- Campionato svedese: 1

Södertälje: 2014-15